# 52 (tal)
52 (femtiotvå) är det naturliga talet som följer 51 och som följs av 53.
- Hexadecimalt: 34
- Binärt: 110100
- har primfaktoriseringen 22 · 13
- har delarna 1, 2, 4, 13 och 26
- Summan av delarna: 46

## Inom matematiken
- 52 är ett jämnt tal.
- 52 är ett extraordinärt tal
- 52 är ett dekagontal
- 52 är ett Belltal.
- 52 är ett palindromtal i det ternära talsystemet.
- 52 är ett palindromtal i det kvinära talsystemet.
- 52 är ett palindromtal i det duodecimala talsystemet.

## Inom vetenskapen
- Tellur, atomnummer 52
- 52 Europa, en asteroid
- M52, öppen stjärnhop i Cassiopeia, Messiers katalog